# FedEx Express
La Federal Express Corporation, denominata FedEx Express, precedentemente Federal Express, è una compagnia aerea maggiore cargo con sede a Memphis, Tennessee, Stati Uniti. Nel 2017 è stata la più grande compagnia aerea del mondo in termini di tonnellate di merci trasportate e la nona al mondo in termini di dimensioni della flotta. È l'omonima e principale filiale di FedEx Corporation, che consegna ogni giorno merci e pacchi a più di 375 destinazioni in sei continenti.
La sua sede è a Memphis con il suo "SuperHub" globale situato presso l'aeroporto Internazionale di Memphis. Negli Stati Uniti, FedEx Express ha un hub nazionale all'aeroporto Internazionale di Indianapolis. Gli hub regionali si trovano presso l'aeroporto Internazionale di Anchorage-Ted Stevens, l'aeroporto Internazionale di Oakland, l'aeroporto Internazionale di Newark, l'aeroporto Fort Worth Alliance, l'aeroporto Internazionale Piedmont Triad e l'aeroporto Internazionale di Miami. Gli hub regionali internazionali si trovano presso l'aeroporto di Parigi Charles de Gaulle, l'aeroporto di Canton-Baiyun, l'aeroporto Internazionale del Kansai, l'aeroporto Internazionale di Toronto-Pearson, l'aeroporto di Colonia-Bonn e l'aeroporto di Liegi-Bierset. Ci sono un totale di 12 hub nella rete mondiale dell'azienda. Lo slogan dell'azienda è "The World On Time".

## Storia

### Gli inizi
Il concetto di quello che sarebbe diventata Federal Express venne a Fred Smith a metà degli anni '60, mentre era uno studente universitario a Yale. Per un corso di economia, presentò un documento in cui sosteneva che nella moderna società tecnologica il tempo avrebbe significato denaro più che mai e con l'avvento dei circuiti elettronici miniaturizzati, componenti molto piccoli sarebbero diventati estremamente preziosi. Sosteneva che la società dei consumi stava diventando sempre più affamata di articoli elettronici prodotti in serie, ma l'effetto decentralizzante indotto da questi stessi dispositivi dava ai produttori enormi problemi logistici nella consegna degli articoli. Smith riteneva che la velocità di consegna necessaria potesse essere raggiunta solo utilizzando il trasporto aereo. Ma credeva che il sistema delle merci aviotrasportate degli Stati Uniti fosse così inflessibile e vincolato dalle normative a quel tempo che era completamente incapace di effettuare consegne sufficientemente veloci. Inoltre, l'industria del trasporto aereo degli Stati Uniti era altamente inadatta al ruolo. Il suo sistema dipendeva dalla cooperazione tra le aziende, poiché l'interlining era spesso necessario per ottenere una spedizione dal punto A al punto B e l'industria faceva molto affidamento sugli spedizionieri per riempire lo spazio della stiva ed eseguire consegne a domicilio.
Nel suo articolo, Smith proponeva un nuovo concetto: avere un vettore responsabile di un pezzo di carico dal ritiro locale fino alla consegna finale, gestendo i propri aerei, depositi, stazioni di posta e furgoni per le consegne. Per garantire lo smistamento e la spedizione accurati di ogni articolo di merce, il vettore lo avrebbe portato da una stazione di ritiro a un punto di smistamento centrale, da dove sarebbe stata controllata l'intera operazione.
Smith fondò la Federal Express Corporation nel 1971 con 4 milioni di dollari dalla sua eredità e 91 milioni di dollari in capitale di rischio a Little Rock, Arkansas. Dopo una mancanza di supporto dall'aeroporto nazionale Bill e Hillary Clinton, Smith trasferì la compagnia a Memphis, Tennessee, all'aeroporto Internazionale, nel 1973.

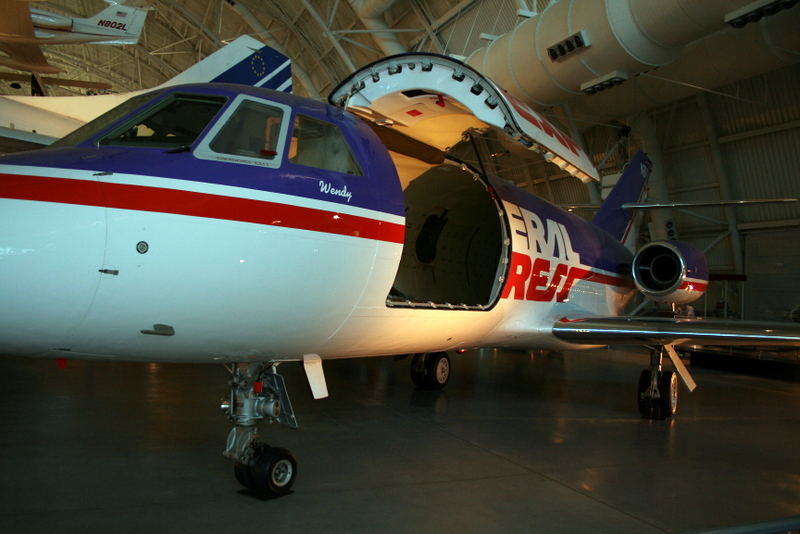
Dassault Falcon 20F il primo tipo di aereo utilizzato.

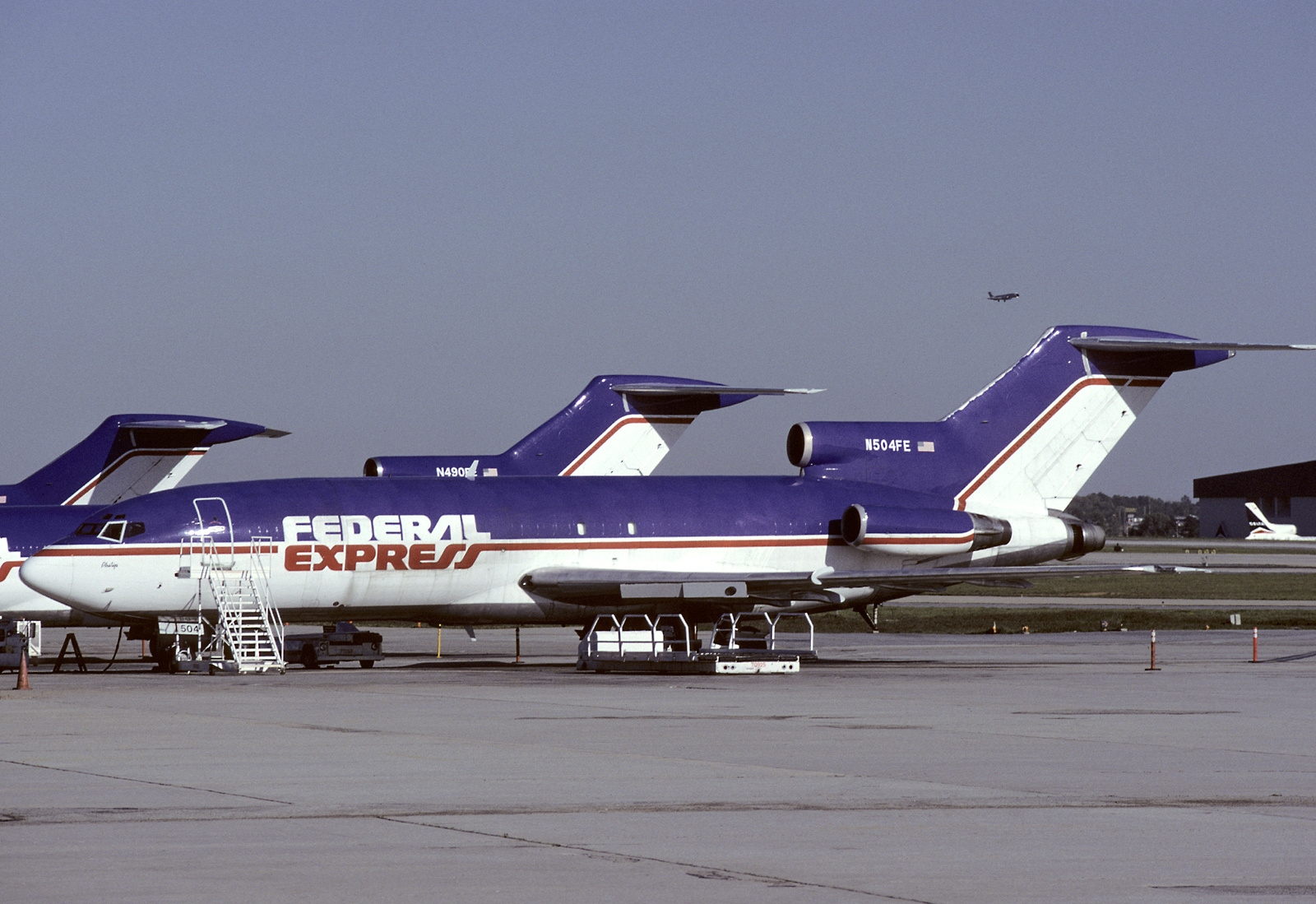
Alcuni Boeing 727-100 il modello principale fino alla metà degli anni 2000.

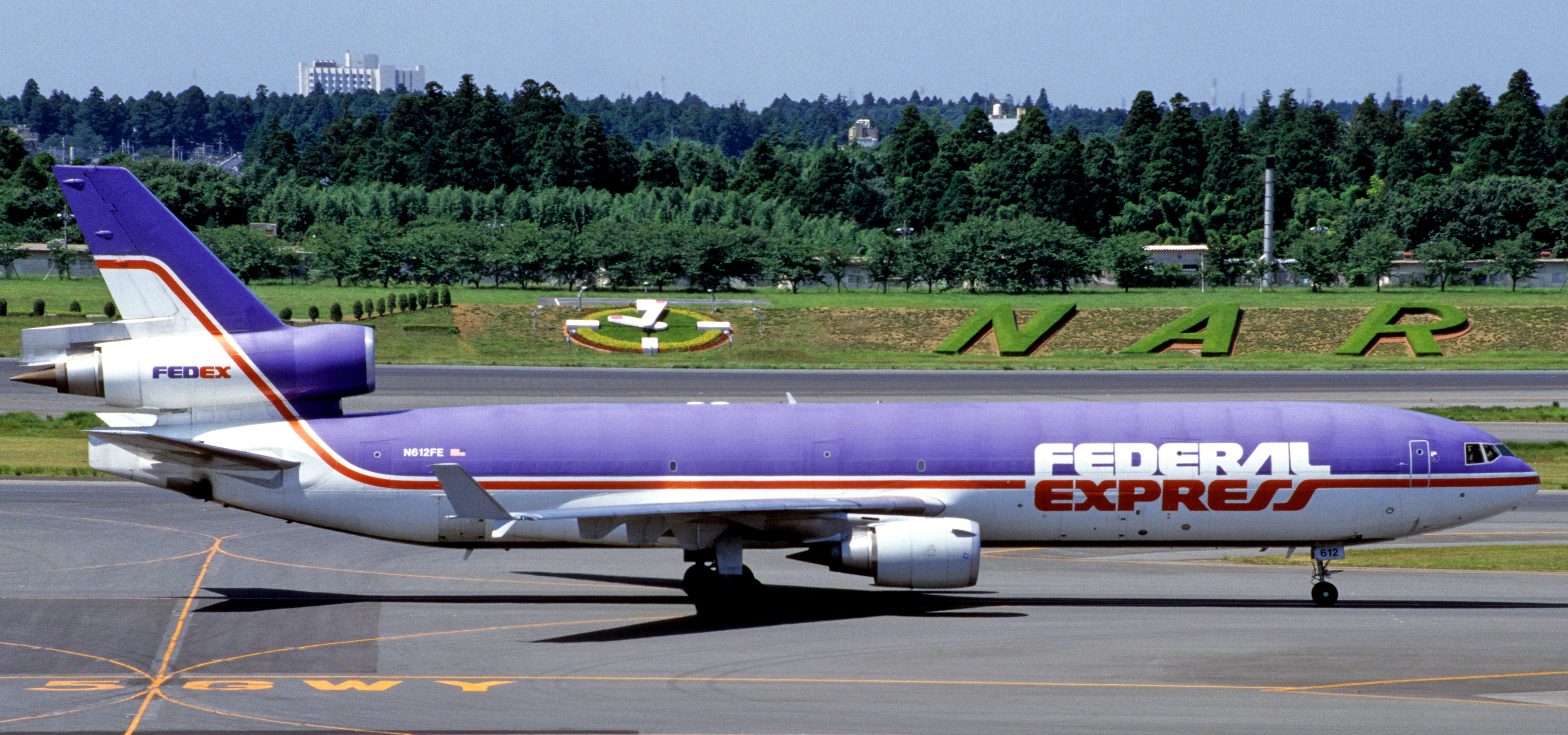
Un McDonnell Douglas MD-11 nei primi colori sociali.

La compagnia iniziò le operazioni durante la notte del 17 aprile 1973, con quattordici Dassault Falcon 20 che collegavano venticinque città degli Stati Uniti. L'amico d'infanzia di Fred Smith, John Fry degli Ardent Studios, invitò il partner della Ardent Terry Manning all'ufficio interno della Federal Express in Democrat Road, vicino all'aeroporto di Memphis, con il primo pacchetto da inserire nel sistema. Quella notte furono trasportati 186 pacchi. I servizi includevano consegna di pacchi e buste sia durante la notte che in due giorni. Federal Express iniziò a commercializzarsi come "la società di servizi di trasporto merci con camion per consegne a 550 miglia orarie". Tuttavia, la società iniziò a incontrare difficoltà finanziarie, perdendo fino a un milione di dollari al mese. In attesa di un volo di ritorno a Memphis da Chicago, dopo essere stato rifiutato per il capitale dalla General Dynamics, Smith saltò impulsivamente su un volo per Las Vegas, dove vinse $27 000 giocando a blackjack. Le vincite permisero all'azienda a corto di liquidità di raggiungere il libro paga il lunedì successivo. "I 27 000 dollari non furono decisivi, ma era un presagio che le cose sarebbero migliorate", disse Smith. Alla fine, raccolse tra i 50 e i 70 milioni di dollari da venti dei principali speculatori di venture capital degli Stati Uniti, comprese società come la First National City Bank di New York e la Bank of America in California. A quel tempo, Federal Express era la nuova società più finanziata nella storia degli Stati Uniti, in termini di capitale di rischio.
Federal Express installò la sua prima casella nel 1975; questa permetteva ai clienti di lasciare i pacchi senza recarsi presso una filiale locale dell'azienda. Nel 1976, FedEx divenne redditizia con un volume medio di 19 000 pacchi al giorno.

### Rapida crescita
Una modifica legislativa del 1977 (Legge pubblica 95-163) rimosse le restrizioni sulle rotte gestite dalle compagnie aeree all-cargo e consentì alla compagnia di acquistare i suoi primi aeromobili di grandi dimensioni: sette Boeing 727-100. Nel 1978, la società fu quotata in borsa alla Borsa di New York. L'anno successivo, divenne la prima società di trasporto a utilizzare un computer per gestire i pacchi quando lanciò "COSMOS" (Customers, Operations and Services Master Online System), un sistema informatico centralizzato per la gestione di persone, pacchi, veicoli e scenari meteorologici in tempo reale. Nel 1980, la società implementò "DADS" (Digitally Assisted Dispatch System) per coordinare i ritiri su chiamata per i clienti; questo sistema consentiva ai clienti di programmare i ritiri per lo stesso giorno.

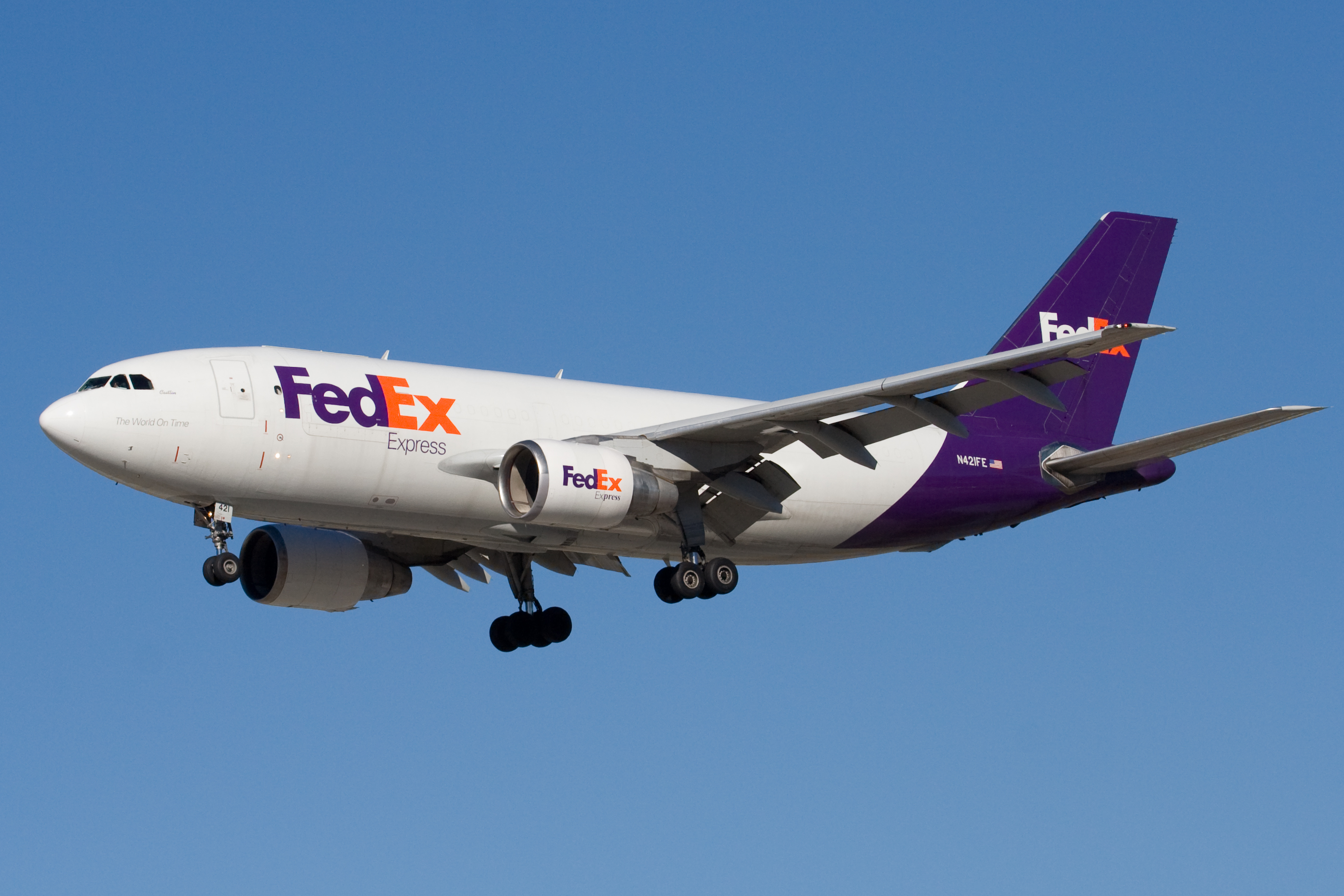
Uno degli Airbus A310-200F ormai tutti radiati.

Nel 1980, Federal Express iniziò il servizio in altre 90 città degli Stati Uniti. L'anno successivo, la società introdusse la sua "overnight letter" per competere con Express Mail del servizio postale degli Stati Uniti e consentì per la prima volta la spedizione di documenti. Più tardi, nel 1981, iniziò le operazioni internazionali con il servizio in Canada e aprì ufficialmente il suo "SuperHub" all'aeroporto Internazionale di Memphis.
Le vendite di Federal Express superarono per la prima volta il miliardo di dollari nel 1983. Nello stesso anno, l'azienda introdusse ZapMail, un servizio fax che garantiva la consegna fino a cinque pagine in meno di due ore per 35 dollari. ZapMail sarebbe poi diventato un enorme fallimento per l'azienda, costandole centinaia di milioni di dollari.

Negli anni '70, con l'enorme crescita, FedEx aveva bisogno di un metodo per il controllo della qualità. Svilupparono il numero di tracciamento per uso interno per scoprire se i pacchi si muovevano correttamente. Queste informazioni vennero infine applicate a tutti i pacchetti e rese disponibili al pubblico per trovare lo stato del proprio pacchetto. Nel 1986, l'azienda introdusse il "SuperTracker", uno scanner di codici a barre portatile che introduceva per la prima volta il monitoraggio dei pacchi nel settore delle spedizioni. La società continuò la sua rapida espansione alla fine degli anni '80 e aprì il suo hub presso il Newark Liberty International Airport nel 1986 e presso l'aeroporto Internazionale di Indianapolis e l'aeroporto Internazionale di Oakland nel 1988. 

Il B.747F fu l'aereo di maggiori dimensioni utilizzato da Flying Tiger Line

Nel gennaio 1989, la società acquisì Flying Tiger Line e la integrò nell'estate successiva per espandere il proprio servizio internazionale e successivamente aprì un hub presso l'aeroporto Internazionale Ted Stevens Anchorage per accogliere questo nuovo servizio ampliato. Con l'aumento del volume delle spedizioni internazionali, Federal Express creò un sistema di sdoganamento elettronico chiaro per accelerare le operazioni mentre il carico era in viaggio.

### L'era di FedEx

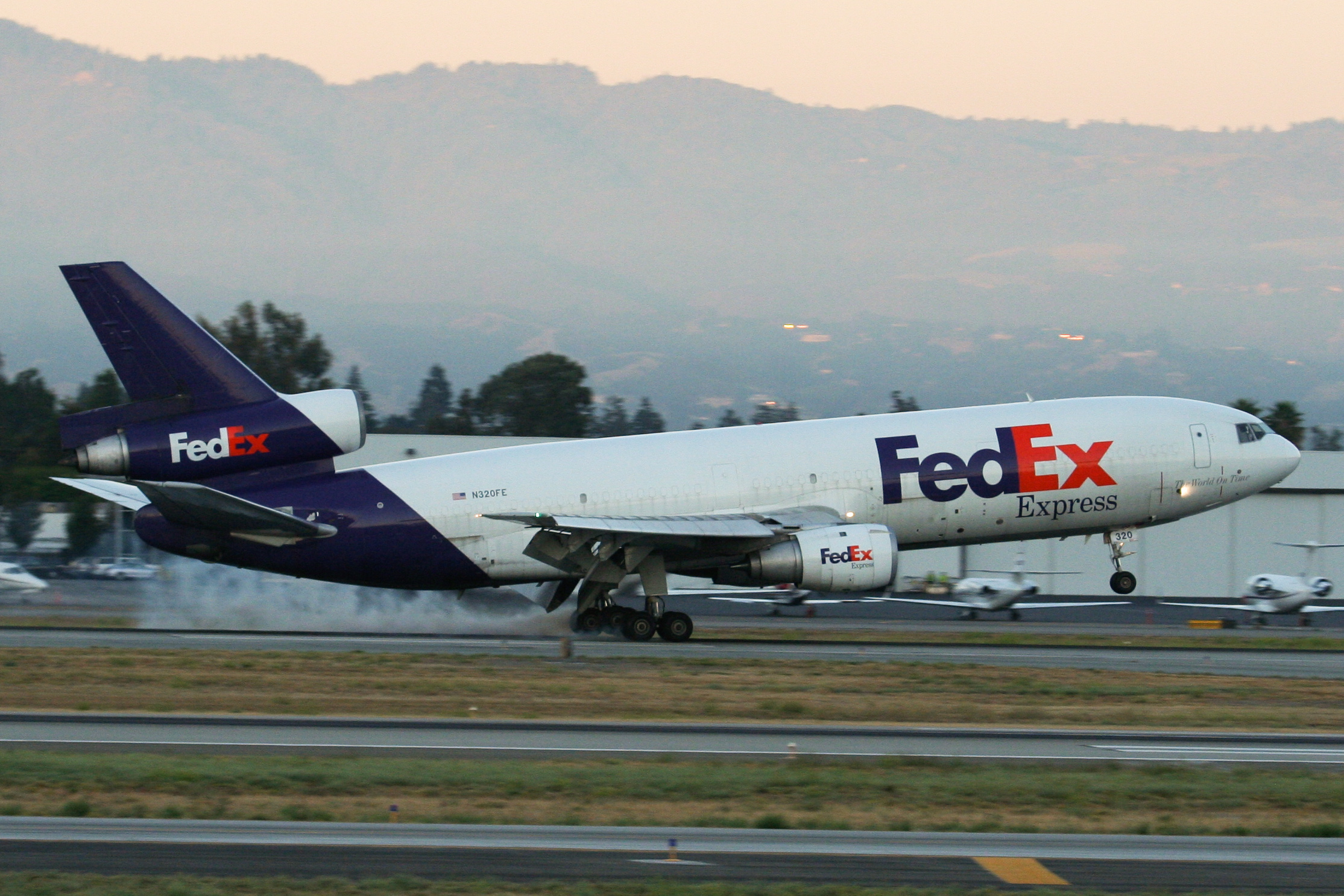
Uno dei DC-10 in atterraggio a San Jose dopo il volo inaugurale.

Nel 1994, Federal Express si rinominò "FedEx" per scopi di marketing, adottando ufficialmente un soprannome che era stato usato per anni. Nello stesso anno, FedEx lanciò fedex.com come primo sito web a offrire il monitoraggio online dei pacchi, che permetteva ai clienti di condurre affari tramite Internet. Nel 1995, la società acquisì rotte aeree da Evergreen International per avviare i servizi verso la Cina e aprì un hub per l'Asia e il Pacifico all'aeroporto Internazionale di Subic Bay, nelle Filippine. Nel 1997, la compagnia ne aprì un altro presso l'aeroporto di Fort Worth Alliance e, nel 1999, un hub europeo presso l'aeroporto Charles de Gaulle in Francia.
Nel 1998, FedEx si fuse con Calibre System e si riorganizzò come holding, FDX Corporation. Nel 2000, FDX cambiò il proprio nome in FedEx Corporation e standardizzò i nomi delle sue filiali attorno al marchio "FedEx". L'originale compagnia aerea cargo "Federal Express" cambiò il suo nome in "FedEx Express" per distinguere il suo servizio di spedizione espresso da altri offerti dalla società madre FedEx.
Nel 2001, FedEx Express firmò un contratto di 7 anni per il trasporto di tutta la posta espressa e la posta prioritaria per il servizio postale degli Stati Uniti. Prima del 2001, il servizio postale stipulava un contratto con più compagnie aeree su base regionale per questi servizi. Questo contratto consentì a FedEx di posizionare cassette postali in ogni ufficio postale del USPS. Nel 2007, il contratto venne prorogato fino a settembre 2013. Nel 2013, FedEx Express si aggiudicò un nuovo contratto di 7 anni fino al 2020, battendo UPS Airlines che aveva lanciato un'offerta competitiva. Nel 2017, il servizio postale estese il contratto fino al 2024. L'USPS continua a essere il principale cliente di FedEx Express.
Nel dicembre 2006, FedEx Express acquisì il corriere britannico ANC Holdings Limited per 120 milioni di sterline. L'acquisizione permise di aggiungere 35 strutture di smistamento alla rete FedEx e la società introdusse le rotte dirette verso il Regno Unito da Newark, Memphis e Indianapolis invece di effettuare uno scalo all'aeroporto Charles de Gaulle. Nel settembre 2007, ANC venne rinominata FedEx UK. FedEx Express acquisì inoltre Flying-Cargo Hungary Kft per espandere il servizio nell'Europa orientale.

### Crisi economica
La grande recessione della fine degli anni 2000 colpì duramente la società madre FedEx Corporation e la sua divisione express. Molte aziende alla ricerca di modi per risparmiare denaro introdussero le spedizioni o passarono ad alternative più economiche, come il trasporto su gomma. FedEx Corporation annunciò notevoli riduzioni della capacità della rete presso, incluso il ritiro di alcuni dei suoi aerei più vecchi e meno efficienti come il McDonnell Douglas DC-10 e l'Airbus A310. FedEx annunciò anche licenziamenti e riduzioni dell'orario di lavoro in alcuni dei suoi hub.
Nel dicembre 2008, la società posticipò la consegna del nuovo Boeing 777 Freighter; quattro vennero consegnati nel 2010 come concordato in precedenza, ma nel 2011 FedEx ne ricevette solo quattro, invece dei dieci originariamente previsti. I restanti aeromobili vennero consegnati nel 2012 e nel 2013.
FedEx Express chiuse un hub per la prima volta nella sua storia, quando le operazioni presso il suo hub Asia-Pacifico presso l'aeroporto internazionale di Subic Bay nelle Filippine cessarono il 6 febbraio 2009. Le operazioni furono trasferite all'aeroporto internazionale di Canton Baiyun nel sud della Cina. FedEx Express aveva programmato di aprire il nuovo hub cinese nel dicembre 2008, ma nel novembre 2008 la società ritardò l'apertura fino all'inizio del 2009, citando la necessità di testarlo completamente.
Il 2 giugno 2009, aprì il nuovo hub presso l'aeroporto Internazionale Piedmont Triad di Greensboro, nella Carolina del Nord. FedEx annunciò nel dicembre 2008 che intendeva ancora aprire l'edificio in tempo nonostante il periodo economico pessimo. L'hub era stato ritardato molti anni da quando FedEx scelse per la prima volta l'aeroporto come hub del Mid-Atlantic negli Stati Uniti nel 1998. La società dovette rispondere a molte lamentele dei vicini proprietari di case sul rumore previsto generato dai suoi aerei, perché i voli si sarebbero svolti di notte. Una terza pista venne costruita per ospitare le operazioni dell'hub e gli aerei extra. FedEx iniziò le operazioni presso lo stabilimento di Greensboro il 2 settembre 2018.
Il 27 ottobre 2010 FedEx aprì il suo hub dell'Europa centrale e orientale presso l'aeroporto di Colonia Bonn. L'hub dispone di un sistema di smistamento completamente automatizzato in grado di elaborare fino a 18 000 pacchi all'ora. Il tetto dell'hub ospita la più grande installazione di pannelli solari di FedEx, che produce 800 000 chilowattora all'anno.
Il 7 dicembre 2018, la società ha annunciato il ritiro di David Cunningham il 31 dicembre 2018. A lui è successo come CEO e presidente il vicepresidente esecutivo Rajesh Subramaniam, che lavorava in FedEx da più di 27 anni e aveva ricoperto varie posizioni esecutive.

### Espansione
Il 6 novembre 2019, FedEx Express ha annunciato il ritorno delle Filippine. Il 6 ottobre 2020 ha celebrato i suoi 36 anni di attività con il nuovo gateway nelle Filippine a Clark. L'azienda ha costruito e aperto una struttura di 17.000 mq. (del costo di 30 milioni di dollari) a Clark nel luglio 2021.

## FedEx Feeder

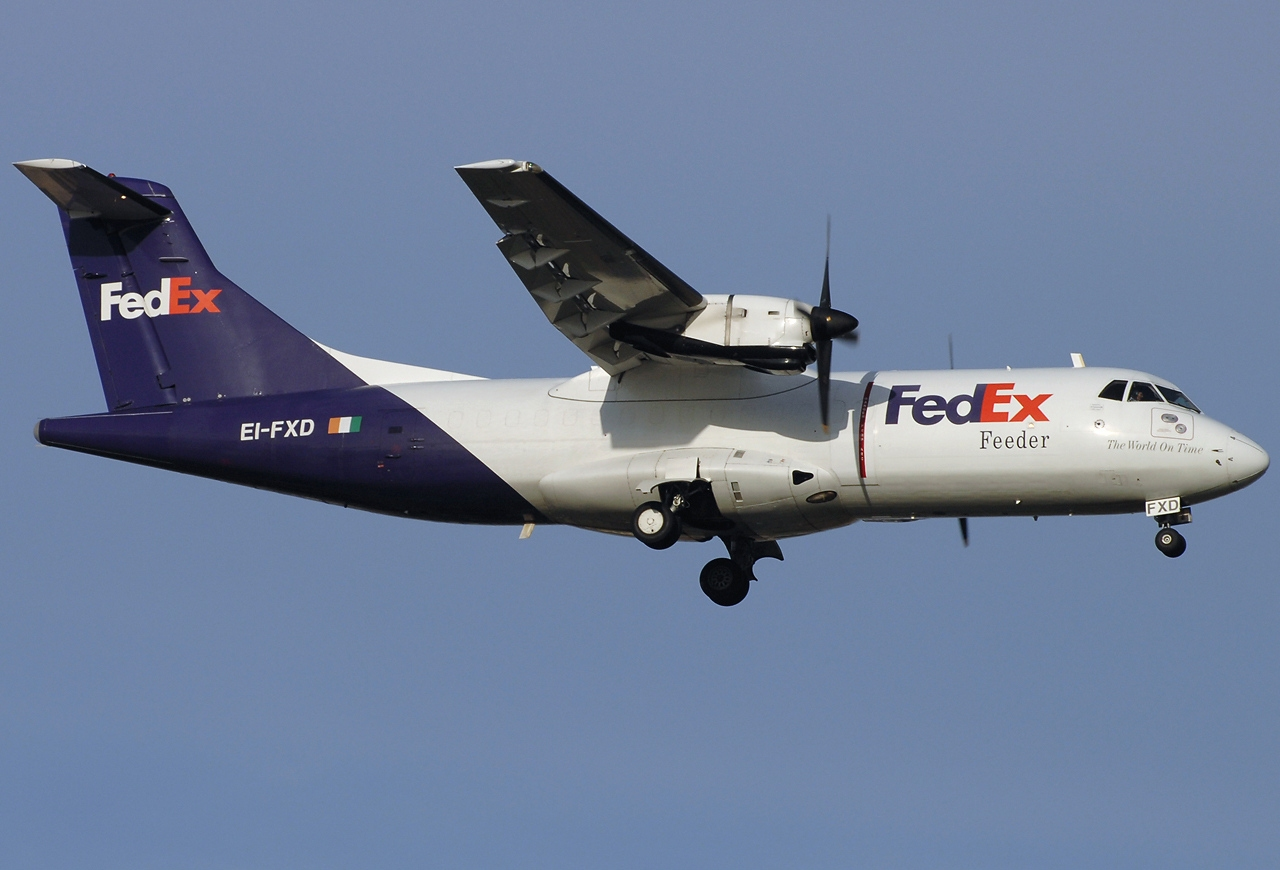
Un ATR 42-300F di ASL Airlines Belgium nei colori FedEx Feeder.

FedEx Feeder è il marchio presente su tutti gli aerei che volano da e per gli aeroporti più grandi per conto esclusivo di FedEx Express.
Negli Stati Uniti dell'America (insieme a Morningstar Air Express in Canada), il programma FedEx Feeder si basa su un contratto in cui l'aderente noleggia un aereo di proprietà FedEx e fornisce soltanto l'equipaggio. Proprio come le compagnie aeree regionali, l'affidatario gestisce l'aereo con il proprio numero di volo e indicativo di chiamata.
Al di fuori degli Stati Uniti (ad eccezione di Morningstar Air Express), l'associato mette a disposizione l'aereo di sua proprietà, che può essere o meno nei colori FedEx Feeder. A seconda degli specifici accordi con FedEx, l'aderente potrebbe essere autorizzato a trasportare contemporaneamente carico anche per altre entità.

### Aderenti attuali
- ASL Airlines Ireland (IRLANDA, principale partner europeo)
- Baron Aviation Services
- Cargojet Airways (CANADA)
- Carson Air (CANADA, solo area occidentale)
- Clearwater Flying Service/"Empire Airlines"
- Corporate Air
- CSA Air
- IFL Group
- Morningstar Air Express (CANADA)
- Solinair (SLOVENIA)
- Swiftair (SPAGNA)
- West Air Inc.

### Aderenti precedenti
- Air Contractors (IRLANDA-EIRE)
- Airwork (NUOVA ZELANDA)
- Merlin Airways (PUERTO RICO)
- Mountain Air Cargo
- Union Flights
- Wiggins Airways

## Flotta
FedEx Express gestisce la più grande flotta di aerei cargo del mondo con più di 650 aeromobili ed è il maggior operatore di Airbus A300, ATR 42, Cessna 208, McDonnell Douglas DC-10/MD-10 e McDonnell Douglas MD-11. La società prese in consegna l'ultimo Boeing 727 costruito nel settembre 1984 e l'ultimo A300 nel luglio 2007. Per essere in grado di rispondere rapidamente ai cambiamenti della domanda di merci (cioè più carico su un aereo), e per evitare che il carico rimanga bloccato su aeromobili a terra con problemi meccanici, FedEx Express tende a mantenere un certo numero di aeromobili vuoti o sottocarico (di solito cinque) in aria durante la notte.
Nel 2007, FedEx annunciò l'intenzione di acquisire 90 Boeing 757-200. Poiché la produzione si era conclusa nel 2005, FedEx non aveva altra scelta che acquistare aerei di seconda mano da altre compagnie aeree per sostituire la sua vecchia flotta di Boeing 727, per un costo di 2,6 miliardi di dollari. Il debutto del 757 avvenne il 28 maggio 2008. L'ultimo Boeing 727 è stato ritirato il 21 giugno 2013, dopo 35 anni di servizio con FedEx.
FedEx Express doveva essere la compagnia aerea di lancio per l'Airbus A380 cargo, dopo averne ordinati dieci per la consegna tra il 2008 e il 2011 con opzioni su altri dieci. La società aveva pianificato di introdurre il primo velivolo in servizio nell'agosto 2008 per l'utilizzo sulle rotte tra gli hub negli Stati Uniti e in Asia. Di fronte a ritardi dell'A380 di oltre due anni, FedEx annullò questi ordini sostituendoli con un ordine per 15 Boeing 777F con un'opzione per altri 15 che sarebbero stati consegnati tra il 2009 e il 2011. Nel dicembre 2008, FedEx posticipò la consegna di alcuni dei 777: quattro dovevano essere consegnati nel 2010 come concordato in precedenza, e altri quattro nel 2011, invece dei 10 inizialmente previsti. La consegna degli aeromobili rimanenti venne rinviata al 2012 e al 2013. Nel gennaio 2009, FedEx esercitò i propri diritti per acquistare altri 15 777 cargo e acquisì opzioni per ulteriori 15.
Il 15 dicembre 2011, FedEx annunciò un ordine per 27 Boeing 767-300F per sostituire i suoi MD-10. I 767 saranno consegnati tra il 2014 e il 2018, con tre aeromobili consegnati nel 2014 e con sei aeromobili consegnati ogni anno tra il 2015 e il 2018.
Il 2 luglio 2012, FedEx ha annunciato un ordine per altri 15 Boeing 767-300 cargo per sostituire i suoi MD-10 e A310-200. Come parte di questo annuncio, ha convertito quattro dei suoi Boeing 777 cargo ordinati in 767-300F, per un totale di 19 nuovi 767. Il primo Boeing 767-300F è stato consegnato alla compagnia aerea il 4 settembre 2013.
Con una delle flotte di aeromobili più grandi del mondo, FedEx Express è il maggior contributore alla flotta aerea della riserva civile degli Stati Uniti in termini di aeromobili promessi.
Il primo Dassault Falcon 20C consegnato a FedEx (registrazione N8FE) è in mostra allo Steven F. Udvar-Hazy Center del National Air and Space Museum presso lo Smithsonian Institution.

### Flotta attuale
A febbraio 2024 la di flotta FedEx Express risulta composta dai seguenti aerei:

### Flotta storica
Nel corso degli anni FedEx Express ha operato con i seguenti modelli di aeromobili:

## Northrop Grumman Guardian

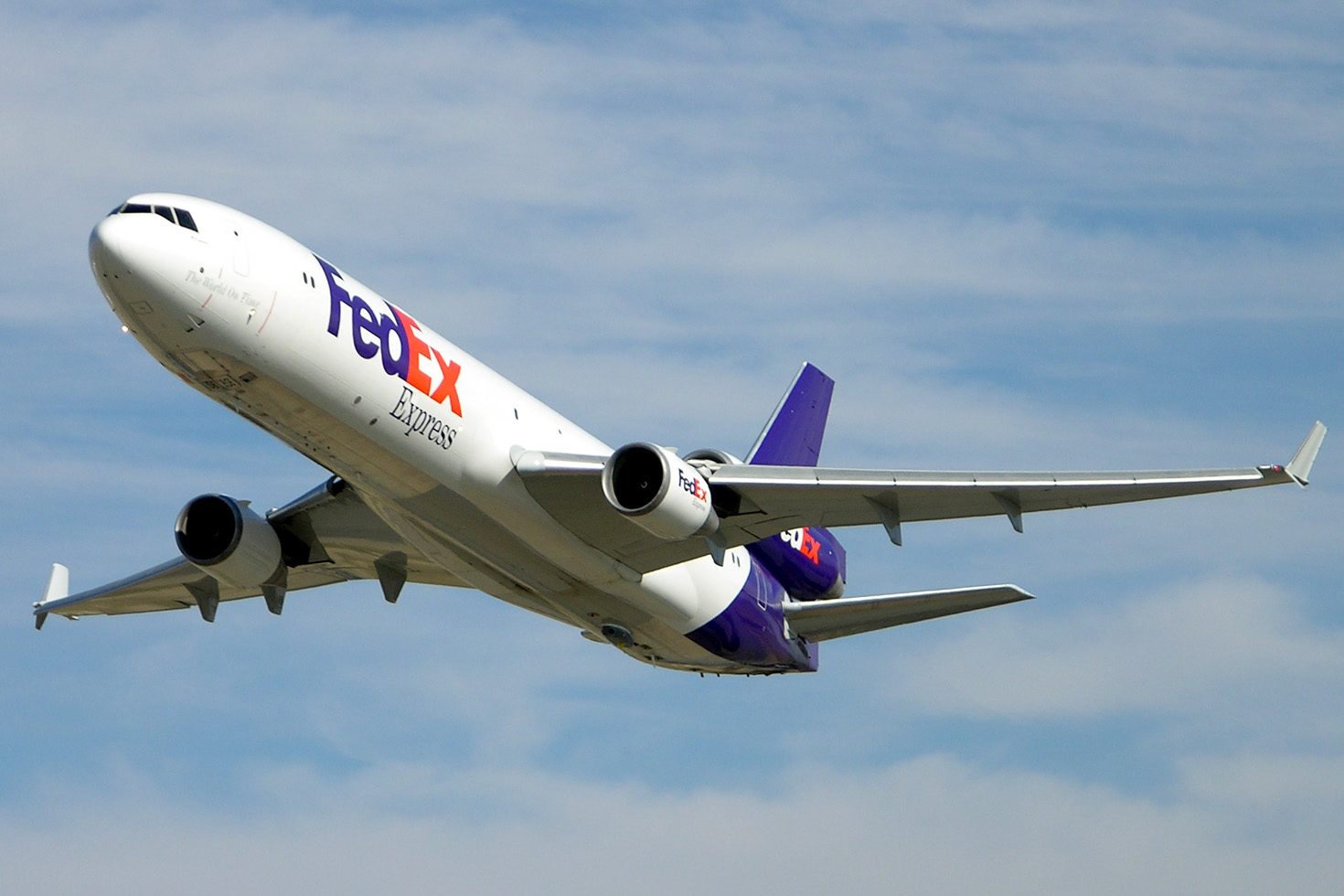
Un McDonnell Douglas MD-11 durante un volo di prova del Guardian, che può essere visto montato sul ventre poco dietro le ali.

Nel 2003, FedEx Express collaborò con il Dipartimento della sicurezza interna degli Stati Uniti d'America e Northrop Grumman per sviluppare e testare in volo un sistema antimissile, il Northrop Grumman Guardian. Si pensava che questo sistema potesse essere utilizzato su aerei di linea commerciali per proteggerli da attacchi terroristici come il tentativo di abbattimento di un Airbus A300 della DHL nel 2003. FedEx fornì un MD-11 e un 747 in leasing per la fase di test di volo.
FedEx Express divenne il primo vettore aereo a schierare il Guardian su un volo commerciale nel settembre 2006, quando equipaggiò un MD-10 cargo con il pod. A dicembre 2007, la compagnia aveva nove aeromobili equipaggiati con il sistema per ulteriori test e valutazioni. Con il successo del programma, il Congresso degli Stati Uniti ordinò al DHS di estenderlo agli aerei passeggeri.

## Incidenti

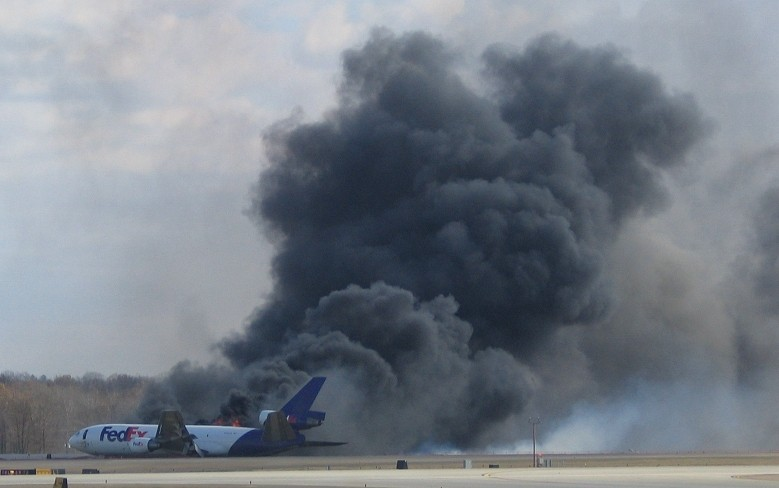
Il volo 647 che termina in fiamme

- Il 7 aprile 1994, il volo FedEx Express 705, un McDonnell Douglas DC-10-30F, fu dirottato da un tecnico della FedEx che era salito a bordo dell'aereo come passeggero con l'obiettivo di truffare l'assicurazione. Fortunatamente l'aereo riuscì a far ritorno all'aeroporto di partenza (Memphis) e il dirottatore fu arrestato.[49]
- Il 5 settembre 1996, il volo FedEx 1406, un McDonnell Douglas DC-10-10CF, subì un incendio a bordo mentre era diretto a Boston. Dopo un atterraggio di emergenza, l'aereo venne consumato dalle fiamme. Non ci furono vittime.[50]
- Il 31 luglio 1997, il volo FedEx Express 14, un McDonnell Douglas MD-11F, si schiantò durante l'atterraggio all'aeroporto internazionale di Newark (EWR), capovolgendosi e prendendo fuoco, ferendo tutte e cinque le persone a bordo. Le indagini conclusero che la causa probabile era l'eccessivo controllo dell'aeromobile da parte del comandante durante l'atterraggio e la sua incapacità di iniziare la procedura di riattaccata dopo un flare instabile.[51]
- Il 18 dicembre 2003, il volo FedEx Express 647, un McDonnell Douglas MD-10-10F, si schiantò durante l'atterraggio a Memphis a causa del collasso del carrello di atterraggio principale destro per errori del pilota. Tutti i sette a bordo sopravvissero, in due rimasero feriti. L'aereo venne consumato dalle fiamme e in seguito demolito.[52]

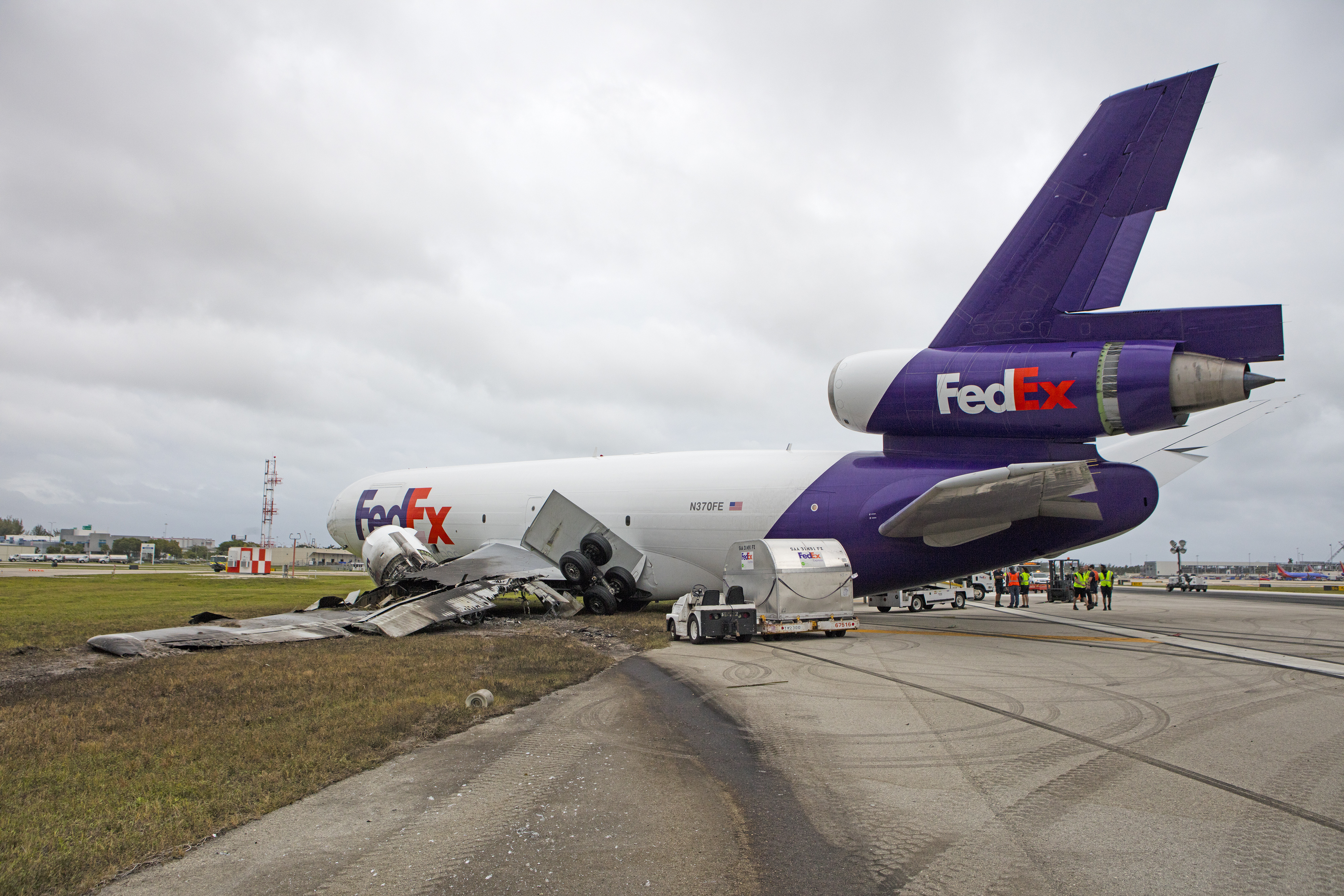
Il volo 910 dopo l'atterraggio piuttosto rovinoso.

- Il volo 910 dopo l'atterraggio piuttosto rovinoso.Il 28 luglio 2006, il volo FedEx Express 630, un McDonnell Douglas MD-10-10F, si schiantò durante l'atterraggio a causa del collasso del carrello. Il carrello principale sinistro cedette 7 secondi dopo l'atterraggio, causando la perdita di controllo del velivolo. L'aereo si fermò vicino alla via di rullaggio M4 e prese fuoco. Le fiamme consumarono l'ala e il motore sinistro e lo schianto e l'evacuazione provocarono il ferimento dei 2 membri dell'equipaggio e dell'unico passeggero a bordo, un dipendente di FedEx Express fuori servizio.[53]
- Il 23 marzo 2009, il volo FedEx Express 80, un McDonnell Douglas MD-11F, si schiantò alle 06:48 JST (21:48 UTC, 22 marzo) mentre tentava un atterraggio sulla pista 34L, destabilizzato da raffiche di vento. Il velivolo rimbalzò più volte, il carrello di atterraggio collassò e la cellula subì un cedimento strutturale che scatenò un incendio. L'MD-11 terminò la sua corsa capovolto sulla pista. Il comandante e il primo ufficiale, gli unici occupanti del jet, rimasero entrambi uccisi.[54]
- Il 28 ottobre 2016, il volo FedEx Express 910, un McDonnell Douglas MD-10-10F, scivolò lungo pista dell'aeroporto di destinazione dopo il collasso del carrello di atterraggio, che provocò un incendio che distrusse completamente il motore e l'ala sinistra. I due membri dell'equipaggio, le uniche persone a bordo, riuscirono ad uscirne incolumi.[55]